# Нова Березівка
Нова Березівка — село в Україні, у Височанській селищній територіальній громаді Харківського району Харківської області. Населення становить 1128 осіб.

## Географія
Село Нова Березівка розташоване між містом Південним та селищем Високим. У селі розміщений залізничний зупинний пункт Зелений Гай.
До 2024 року мало статус селища.